# 가로세로연구소
가로세로연구소(영어: hoverlab)는 김세의 전 MBC 기자가 2018년 8월 21일 설립한 극우 성향의 민간 싱크탱크이자 유튜브 채널이다. 강용석 변호사와 김세의 전 MBC 기자가 설립했으며 2022년 5월까지 공동지분으로 김세의 기자를 대표로 하고 강용석 변호사가 연구소 소장을 맡았다. 회사설립 몇 개월후 패널로 나왔던 김용호 전 스포츠월드 기자가 합류해 연예부분을 담당하면서 3명이 함께 방송진행을 함께 하게 되었다. 서울시 강남구 가로수길에 위치하고 있으며, 가로세로연구소라는 사명은 만화가 윤서인의 착안과 제안에 따라 가로수길에서 따온 것이다. 2020년 2월 압구정로데오거리에 오픈스튜디오를 개관하였다.
설립 이후 여러 좌파성향 정치인들이나 연예인들의 비리나 부정 폭로하는 영상들을 업로드했다. 입시비리 공모로 징역형을 받아 수감된 부모에 의한 부정입학 수혜자이자 공모자로 기소당해 하급심에서 유죄판결 받아 재판중인 조민에 대한 취재로 인해 유튜브코리아로부터 초기에 3개월 수익 창출을 정지당했으며 추후 일방적인 기약없는 유튜브채널 수익정지가 4년간 지속되고 있다.조민가족을 비롯한 폭로된 당사자들에 의해서 명예훼손 혐의로 고소·고발되어 여러 재판중에 있다. 2022년 제8회 전국동시지방선거 이후 강용석이 탈퇴했으며, 2023년 김용호가 스스로 목숨을 끊으면서 2025년 현재 김세의가 단독으로 운영하고 방송을 진행하고 있다.

## 배경
2018년 7월 16일,  17대 국회의원이자 변호사인 강용석은 자신의 블로그에 가로세로연구소를 시작한다는 글을 올렸으며, 2004년 MBC에 입사해 기자로 활동하며 MBC노동조합의 공동위원장을 맡고 있던 김세의가 2018년 4월 MBC를 퇴사하고 8월 11일 자신의 페이스북에 사내이사로 합류했다고 밝혔다. 이후 연예기자로 활동했던 김용호가 고정 패널로 합류했다.

## 활동
2019년, 조국이 또한 강기정 당시 정무수석이 문재인과 조국 내용의 영상을 업로드했다가 500만원 배상을 확정받았다. 조국이 중국공산당으로부터 지원받았다는 내용과 조민이 포르쉐 자동차를 타고 다닌다는 내용을 담은 방송에 대해서 조국에게 허위사실 적시 명예훼손으로 고소당했으며, 2025년 1월 대법원으로부터 조국과 조민에게 5000만원을 손해배상할 것을 확정받았다.
2019년 12월, 김건모가 유흥업소 성폭행을 했다고 주장하는 여성의 인터뷰를 올렸다. 이후 서울중앙지방검찰청이 해당 사건을 무혐의 처분하자 이후 서울고등검찰청에 항고했지만 기각되었다.
대한민국 제21대 국회의원 선거에서 부정선거가 일어났다는 음모론과 2020년 미국 대통령 선거 당시 부정선거 음모론을 공유하며 투표 조작 의혹을 밝히는데 사용하겠다며 돈을 모금했다.
2021년 6월 11일 대한변호사협회는 "타인의 사생활에 사실 여부가 확인되지 않은 무분별한 발언"으로 품위유지 의무를 훼손했다고 판단해 강용석에게 과태료 1천만원의 징계를 내렸다. 2021년 9월 7일 강용석, 김세의, 김용호 3명이 지속적으로 여러 피해자들의 고소에 대한 조사를 위한 경찰의 출석 요구에 불응한 것으로 인해 체포되었다. 이때 경찰에 체포되는 것을 실시간으로 방송하면서 1293만원 상당의 유튜브 슈퍼챗을 받았다. 서울중앙지방검찰청으로부터 구속 영장이 기각당했다.  2021년 12월 30일 박근혜 전 대통령의 옥중서간집인 《그리움은 아무에게나 생기지 않습니다》를 출판했으며, 책 인세와 추가적인 자금을 통해서 대구광역시 달성군에 위치한 사면 이후 박근혜의 사저를 구입하는데 사용한 것으로 보도되었다.
2022년 열린 대한민국 제20대 대통령 선거 2013년에 이준석 당시 국민의힘 대표가 대전에서 성상납을 받았다는 의혹을 제기했다. 의혹을 제기하면서 성상납을 받을 당시 MBC 기자와 연인 관계였다고 밝히며 해당 기자의 신상을 공개했다가 한국기자협회와 전국언론노동조합 성평등위원회로부터 비판을 받았으며, 기자협회는 유튜브에게 가세연을 강력히 제제할 것을 촉구했다.  이후 4월 김철근 국민의힘 당대표 정무실장이 의혹을최초 제보자를  1월에 만나 성접대가 없었다는 취지의 사실확인서를 받고 대전의 한 피부과 병원에 7억원 투자 각서 작성했다고 보도했다. 국민의힘 윤리위원회는 해당 사건에 대해 증거인멸을 교사해 품위유지 의무를 위반했다는 이유로 당원권을 6개월 정지하는 징계를 내렸다. 제8회 전국동시지방선거에서 경기도지사로 출마한 강용석이 낙선하고 당시 국민의힘 후보로 출마했던 김은혜의 당선을 막았다는 비판을 받자 강용석은 방송에서 이탈했다. 2022년 5월부터 10월까지 유튜브로부터 '괴롭힘 및 사이버 폭력'을 이유로 수익 창출을 정지당했다.
2023년 10월 출연진이었던 김용호가 부산지방법원 동부지원으로부터 성추행 혐의로 징역 8개월에 집행유예 2년을 선고받자 이틀 후인 13일 해운대구의 한 호텔에서 자살했다. 2023년 12월 12·12 군사 반란을 다룬 영화 《서울의 봄》을 역사왜곡 영화라고 주장하며 해당 영화를 단체관람한 용산고등학교 교장을 직권남용으로 고발했지만 서울지방검찰청은 해당 고발을 각하했다. 배우 이선균이 자살하기 하루 전 이선균과 유흥업소 실장 간의 녹취록 전체를 올렸으며, 자살 이후 비판을 받았다.
2024년, 이재명 피습 사건이 자작극이라는 내용을 방송했으며, 1월 4일 더불어민주당은 방송통신심의위원회에 해당 방송을 심의 신청했다. 2024년 8월 1일, 대법원으로부터 제21대 국회의원 선거 당시 사전선거운동을 한 혐의로 벌금 200만원을 확정받았다.
윤석열 대통령 탄핵소추 이후 탄핵 심판을 담당하는 문형배 헌법재판소장 권한대행이 음란물을 공유하는 사이트에 회원가입을 하고 활동하고 있다는 사실을 밝혔다 MBC 손령 기자가 중국 국적이라는 허위정보를 유포했다.